# Elymnias euploeoides
Elymnias euploeoides är en fjärilsart som beskrevs av Talbot 1932. Elymnias euploeoides ingår i släktet Elymnias och familjen praktfjärilar. Inga underarter finns listade i Catalogue of Life.